# Apriona pascoei
Apriona pascoei là một loài bọ cánh cứng trong họ Cerambycidae.